# Rosel
Rosel település Franciaországban, Calvados megyében. Lakosainak száma 643 fő (2022. január 1.). Rosel Authie, Cairon és Rots községekkel határos.

## Népesség
A település népessége az elmúlt években az alábbi módon változott:
| Lakosok száma | 280  | 373  | 543  | 510  | 577  | 567  | 541  | 535  | 536  | 643  |
|               | 1968 | 1982 | 1990 | 2006 | 2013 | 2015 | 2017 | 2019 | 2020 | 2022 |